# Neomitranthes warmingiana
Neomitranthes warmingiana är en myrtenväxtart som först beskrevs av Hjalmar Frederik Christian Kiaerskov, och fick sitt nu gällande namn av Joáo Rodrigues de Mattos. Neomitranthes warmingiana ingår i släktet Neomitranthes och familjen myrtenväxter. Inga underarter finns listade i Catalogue of Life.